# Warszawa (Lipnica)
Warszawa (dodatkowa nazwa w j. kaszub. Warszawa) – część wsi Lipnica w Polsce, położona w województwie pomorskim, w pow. bytowskim, w gminie Lipnica, na Równinie Charzykowskiej, w regionie Kaszub, zwanym Gochami. Wchodzi w skład sołectwa Lipnica.
W latach 1975–1998 Warszawa administracyjnie należała do województwa słupskiego.